# Сухецький роз'їзд
Роз'їзд Сухецький — закритий, нині (2017 рік) не існуючий роздільний пункт на перегоні Родинське — Мерцалове за 2 км від станції Родинська, в районі передвхідного світлофора станції Родинське з боку Мерцалового. Це територія Добропільського району за 1 км від села Сухецьке Покровського району Донецької області.

## Історія

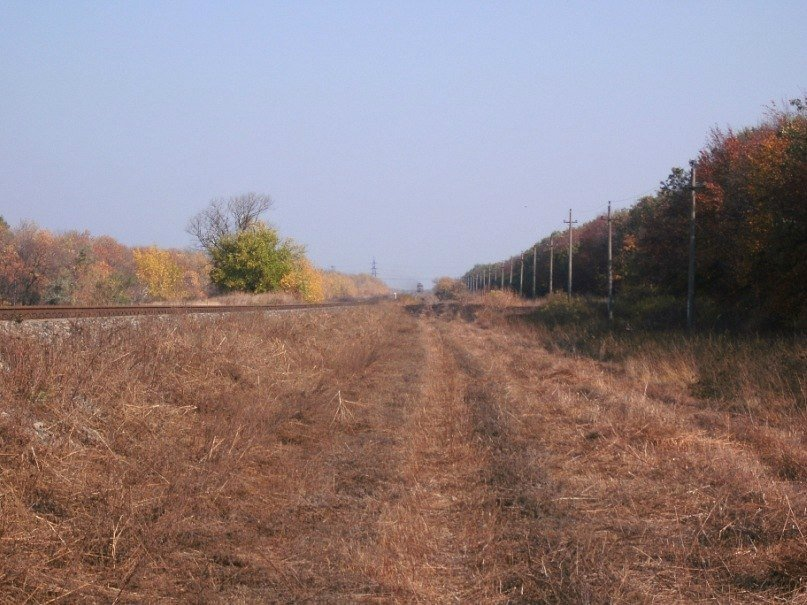
Місце на перегоні Родинська — Мерцалове, де 100 років тому був Сухецький роз'їзд. Низькоросле дерево — там, де раніше була будка колійників

Ще у 1913-1914 роках Рада з'їзду гірничопромисловців півдня Росії наполягала на будівництві під'їзних колій до шахт Григор’ївського рудника від Сухецького роз'їзду проектованої залізниці Гришине — Добропілля. Сама залізнична гілка на Добропілля була зведена у 1914-1916 роках. Аж до Другої світової війни на місці роз'їзду розташовувалася залізнична будка, а також був обладнаний нерегульований залізничний переїзд, — ґрунтовка спрямовувалася до Сухецького. Залишки переїзду і «п'ятачок», де розташовувалася будка, ідентифікуються й досі.
Що ж стосується Григорівського рудника, тут були відкриті більш-менш великі (Токайшвілі, Алексєєва, Шінявского) і дрібні (Давидова, Євтухова, Ізуса, Вєркена, Шульмана, Мовергозе, Камінських, Шпунтовіча, Євтухова, Рибкіна, Пеняєва, Астермана) шахти. За сприятливих умов, ці шахти разом могли дати більше 6 млн. пудів вугілля на рік, і тому Рада З'їзду клопотала перед Міністерством шляхів сполучення про будівництво 4-х верстної тупикової ширококолійної під'їзної гілки з кінцевою вугільною станцією, до якої повинні були примикати ґрунтові й вузькоколійні під'їзні шляхи шахт і млинів, — від даної станції також передбачалося вивезення хліба. Міністерство шляхів сполучення погодилося на будівництво під'їзної колії, але на умовах повного повернення коштів у казну після закінчення будівництва. Такі умови не влаштовували власників рудника, і проект Григор’ївської гілки, буквально, завис у повітрі. Лише у 1918 році було вирішено будувати рудничну вузькоколійку з кінною тягою до шахт, розташованих на правому схилі Липової балки, попередньо відкривши Сухецький роз'їзд для прийому вугілля. Що стосується шахт, розташованих на лівому схилі балки, вони повинні були обслуговуватися станцією Паровична на проектованій залізниці у напрямку Гришине — Краматорська, що мала примикати також по Сухецькому роз'їзду.
Сухецький роз'їзд фігурує на деяких схемах і мапах 20-х років ХХ століття. У середині 20-х років на 10-й версті колії Гришине - Добропілля існувала стрілка для навантаження вугілля, яку потяги прослідували зі швидкістю 10 верст на годину. Втім, за даними сарожилів села Сухецьке, зупинка приміських потягів по Сухецькому роз’їзді існувала після Другої світової війни, — впродовж 40-х — 60-х років ХХ століття. Біля зруйнованої будки колійників Сухецького роз‘їзду був колодязь із м’якою водою, по яку ходили жителі села Сухецьке.